# Guerra austro-napoletana
La guerra austro-napoletana del 1815 fu combattuta tra il Regno di Napoli murattiano e l'Impero austriaco. Durante i Cento giorni di Napoleone, il Regno di Napoli scese in guerra contro l'Impero austriaco per sostenere l'imperatore francese e per impedire il tentativo di restaurazione dei Borbone sul trono di Napoli: l'esercito napoletano, guidato dal re Gioacchino Murat, avanzò attraverso l'Italia centrale fino a raggiungere Occhiobello, in Veneto, dove subì una prima sconfitta. La ritirata da Forlì, occupata dal generale Adam Albert von Neipperg, segnò l'abbandono dell'Italia settentrionale. Murat fu definitivamente sconfitto nella battaglia di Tolentino.
La sconfitta di Murat a Tolentino e quella di Napoleone nella battaglia di Waterloo causarono la caduta di Murat e il ritorno di Ferdinando IV sul trono partenopeo; ciò nonostante, l'intervento austriaco in Italia diede inizio alla catena di eventi che portarono al Risorgimento italiano, di cui la guerra austro-napoletana, con il suo Proclama di Rimini, rappresentò l'antesignana.

## Antefatti

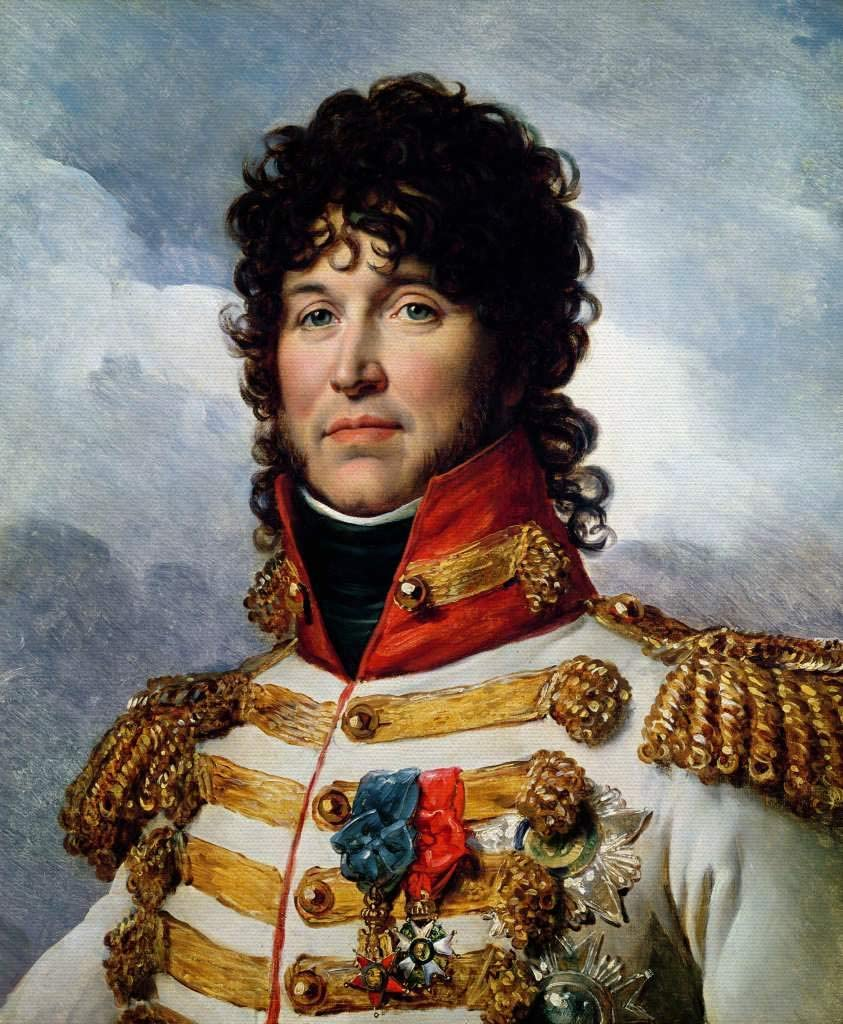
Gioacchino Murat, re di Napoli

Prima delle guerre rivoluzionarie francesi (1792-1802), il Regno di Napoli era governato dal sovrano borbone Ferdinando IV. Ferdinando si schierò contro Napoleone Bonaparte al fianco della terza coalizione, ma dopo la sconfitta nella battaglia di Austerlitz e la conseguente pace di Presburgo (dicembre 1805), fu obbligato a cedere il regno alla Francia all'inizio del 1806 e a ritirarsi in Sicilia.
All'inizio il trono napoletano fu dato ad un fratello di Napoleone, Giuseppe Bonaparte, che però, nel 1808, divenne re di Spagna: al suo posto salì al trono di Napoli il cognato e generale di Napoleone, Gioacchino Murat. All'inizio Murat regnò introducendo il sistema legale e sociale francese e fu un leale alleato dei francesi, ma dopo la disastrosa battaglia di Lipsia (1813) abbandonò la Grande Armata per salvare il proprio trono. L'incombente sconfitta nella guerra della Sesta coalizione convinse Murat ad allontanarsi sempre più da Napoleone, fino a firmare un trattato con l'Impero austriaco nel gennaio 1814 e schierarsi con gli alleati per la campagna d'Italia.
Con il Congresso di Vienna, però, la posizione di Murat si fece sempre più traballante, in quanto all'orizzonte cominciava ad intravedersi una possibile restaurazione dei Borboni sul trono partenopeo; i maggiori pericoli per il sovrano di Napoli venivano dal governo del Regno Unito, sostenitore e garante di Ferdinando in Sicilia. Per questo motivo Murat, non appena fu informato della fuga di Napoleone dall'isola d'Elba, all'inizio dei Cento giorni tornò a schierarsi col proprio vecchio comandante e dichiarò guerra all'Austria.

## Guerra

### Avanzata napoletana
Gioacchino Murat dichiarò guerra all'Austria il 15 marzo 1815, cinque giorni prima che Napoleone Bonaparte entrasse a Parigi all'inizio dei suoi Cento Giorni. Gli austriaci erano pronti alla guerra, in quanto la richiesta avanzata qualche settimana prima da Murat, di permettere il passaggio nei territori austriaci alle truppe napoletane dirette contro la Francia, li aveva insospettiti: gli austriaci avevano quindi rinforzato le proprie truppe in Lombardia, poste sotto il comando di Heinrich Johann Bellegarde, poco prima dell'inizio della guerra.
All'inizio della guerra, Murat affermò di aver raccolto un esercito forte di 82 000 uomini, inclusi 7 000 cavalieri e 90 cannoni, allo scopo di incoraggiare gli italiani ad unirsi alla sua causa; in realtà aveva circa 45 000 uomini in totale. Lasciato in patria un contingente, che avrebbe dovuto provvedere alla difesa del regno in caso di attacco dalla Sicilia (la 4ª Divisione, in fase di costituzione circa 6 500 soldati più 7 000 guardie provinciali), Murat inviò le sue due divisioni della Guardia (circa 5 500 soldati in totale e 20 cannoni) nello Stato Pontificio, costringendo papa Pio VII a rifugiarsi a Genova; con il resto dell'esercito (3 divisioni, la 1ª, la 2ª e la 3ª, circa 26 500 soldati e 36 cannoni), il re pose il proprio quartier generale ad Ancona (circa 2 200 soldati della riserva e 10 cannoni) e avanzò verso Bologna. Il 30 marzo, giunto a Rimini, emise il Proclama di Rimini, col quale incitava gli italiani a sollevarsi al suo fianco contro gli stranieri.
La popolazione italiana aveva timore dell'Austria asburgica, in quanto temeva l'aumento dell'influenza austriaca in Italia: dopo diciannove anni di occupazione francese, gli austriaci si stavano, infatti, reinsediando in Lombardia, mentre dei principi vicini alla casa d'Austria erano installati nel Granducato di Toscana e nel Ducato di Modena. Per questo motivo Murat contava di coagulare una rivolta contro gli austriaci sotto la propria bandiera: in realtà molti italiani ritennero che Murat stesse difendendo la propria corona, mentre gli austriaci ebbero vita facile a reprimere i pochi focolai di rivolta.

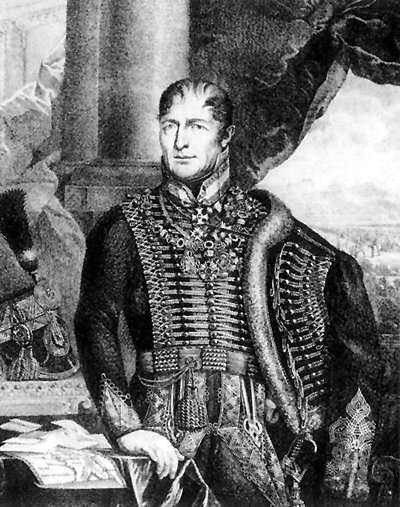
Johann Maria Philipp Frimont, comandante in capo delle truppe austriache in Italia

L'esercito austriaco in Italia del nord, forte di 50 000 uomini, era stato mobilitato per attaccare Napoleone in Francia, ma la minaccia di Murat fece cambiare i piani allo stato maggiore austriaco, che assegnò parte delle truppe alla difesa dell'Italia settentrionale e parte, sotto il comando di Johann Maria Philipp Frimont, a contrastare l'avanzata di Murat: Frimont, a tale scopo, stabilì il proprio quartier generale a Piacenza, per sbarrare al re di Napoli la strada per Milano.
Nel frattempo, nello stesso giorno del Proclama di Rimini, l'avanguardia austriaca, al comando del generale Federico Bianchi, fu sconfitta in uno scontro nei pressi di Cesena e costretta a ritirarsi verso Modena, schierandosi sulla difensiva dietro il fiume Panaro; Murat avanzò verso Bologna, che conquistò il 3 aprile, per poi ingaggiare e sconfiggere Bianchi quello stesso giorno nella battaglia del Panaro, respingendolo fino a Borgoforte, mentre i napoletani avanzarono su Modena. Mentre la divisione comandata dal generale Michele Carrascosa occupava Modena, Carpi e Reggio Emilia, Murat avanzò su Ferrara, la cui guarnigione, però, resistette a lungo nella cittadella, impegnando Murat in un dispendioso assedio.

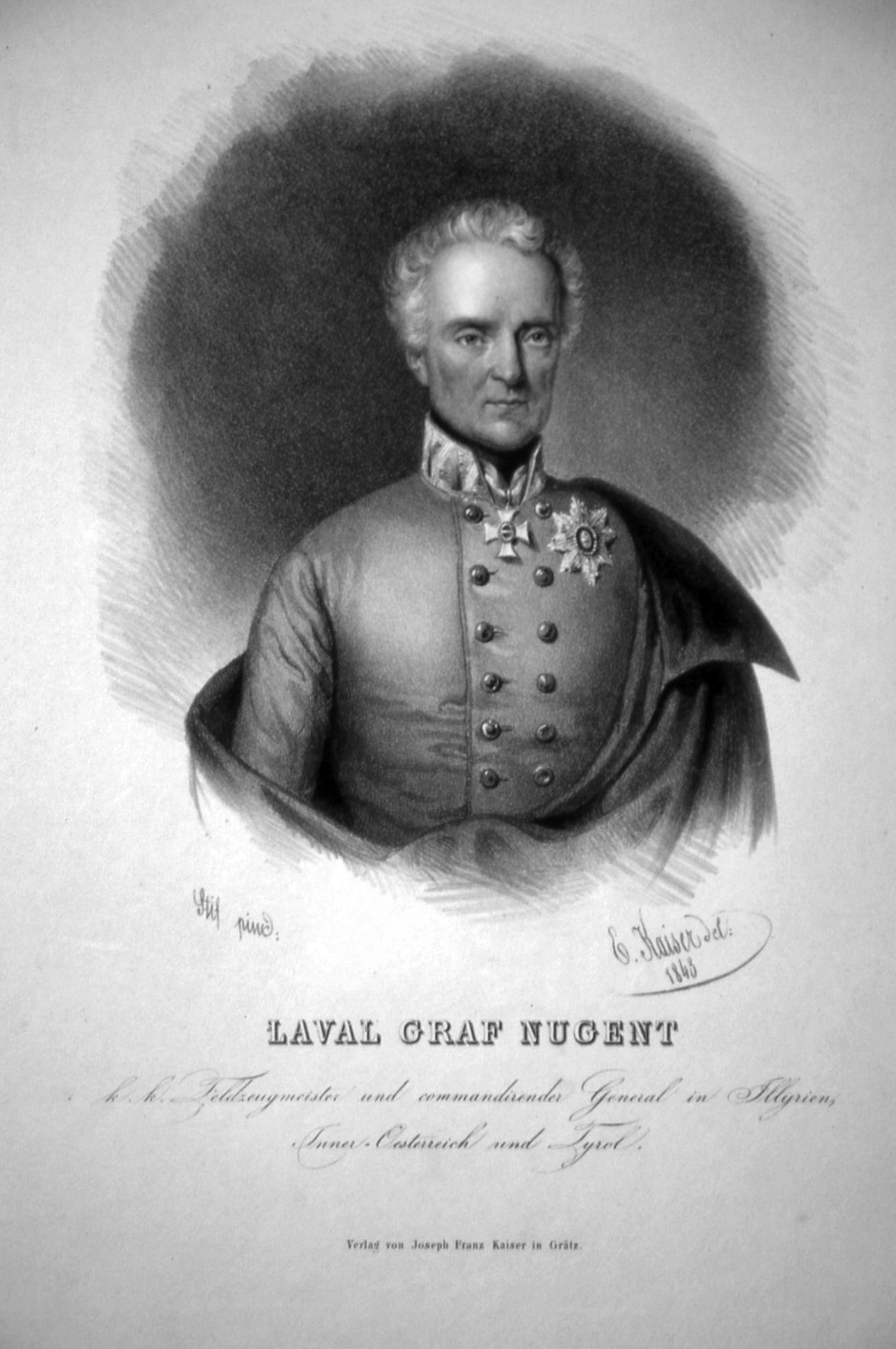
Laval Nugent von Westmeath, comandante delle truppe austriache nel Granducato di Toscana

Le due divisioni della guardia che Murat aveva inviato nello Stato pontificio erano penetrate indisturbate in Toscana, occupando Firenze, la capitale del Granducato, l'8 aprile e costringendo il granduca Ferdinando III a fuggire a Pisa, mentre la guarnigione austriaca di Firenze (circa 4 000 austro-toscani), sotto il comando del generale Laval Nugent von Westmeath, fu costretta a ritirarsi a Pistoia, inseguita dall'esercito napoletano. Nugent, però, s'installò in una forte posizione difensiva, in attesa dei rinforzi in arrivo da nord, impedendo così la congiunzione delle due branche delle forze murattiane presso la via Emilia.
Murat aveva ricevuto, fino a quel momento, uno scarso sostegno dalle popolazioni italiane che aveva incontrato (circa 400 volontari); riteneva, però, che, una volta attraversato il Po ed entrato nel territorio sotto diretto controllo austriaco, avrebbe ricevuto un'accoglienza differente. La regione, allora dominata dagli austriaci, era stata, infatti, sotto controllo del Regno d'Italia, uno stato creato da Napoleone, e giungevano notizie di 40 000 uomini, per lo più veterani delle guerre napoleoniche, disposti a schierarsi con Murat una volta che questi fosse giunto a Milano. Per questo motivo, l'8 aprile, Murat si apprestò ad attraversare il Po a Occhiobello, nei pressi di Ferrara, per entrare in territorio austriaco: ad opporglisi trovò l'esercito nemico, comandato da Frimont.

### Controffensiva austriaca
La battaglia di Occhiobello fu il punto di svolta della guerra: dopo due giorni di combattimento (8-9 aprile) e dopo aver perso 2 000 uomini, l'esercito napoletano di Gioacchino Murat fu costretto a rinunciare all'attraversamento del Po e a ritirarsi; a peggiorare le cose venne la dichiarazione di guerra del Regno Unito, che inviò in Italia la propria flotta.

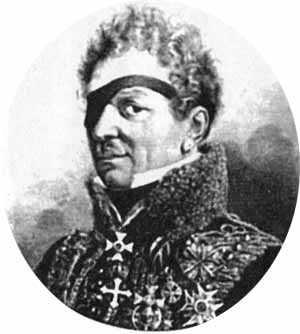
Adam Albert von Neipperg, comandante austriaco che sconfisse Murat nella battaglia di Casaglia (12 aprile)

Nel frattempo, Frimont aveva ordinato un attacco per liberare la guarnigione di Ferrara sotto assedio: un corpo al comando di Federico Bianchi si mosse su Carpi, difesa da una brigata comandata da Guglielmo Pepe, mentre una seconda colonna aveva il compito di tagliargli la via della ritirata. Michele Carrascosa, al comando delle truppe napoletane acquartierate nei pressi di Modena, si accorse del pericolo e ordinò di ripiegare su una linea difensiva dietro il Panaro, dove fu raggiunto dal resto delle sue truppe, evacuate da Reggio Emilia e Modena. Anche dopo il ripiegamento di Carrascosa, Murat fu in grado di continuare l'assedio di Ferrara: Frimont ordinò, allora, ad un corpo al comando di Adam Albert von Neipperg un attacco contro il fianco destro trincerato di Murat. La battaglia di Casaglia, combattuta il 12 aprile, obbligò le truppe napoletane ad abbandonare le proprie posizioni trincerate: Murat dovette allora interrompere l'assedio di Ferrara e ritirarsi fino a Bologna; sebbene un tentativo di Frimont di attraversare il Panaro, il 14 aprile, risultasse in un insuccesso, Murat e le sue truppe abbandonarono la città felsinea, subito ripresa dagli austriaci, il 16 aprile. Le due divisioni della Guardia di Murat, intanto, si erano ritirate da Firenze per riunirsi al resto dell'armata napoletana a Pesaro, e le truppe austriache di Nugent occuparono la capitale toscana il 15 aprile.
Frimont ordinò di inseguire Murat per sferrargli il colpo decisivo: mentre Bianchi doveva marciare su Foligno via Firenze, minacciando di tagliare la via della ritirata all'esercito napoletano, Neipperg ebbe l'incarico di inseguire e attaccare Murat durante la sua ritirata su Ancona. A questo punto, però, Frimont ricevette l'ordine di tornare in Lombardia a preparare le truppe austriache per l'invasione della Francia: a combattere Murat rimasero solo tre corpi austriaci, per un totale di 35 000 uomini, comunque in netta superiorità rispetto ai napoletani. Il re di Napoli, intanto, si ritirava lentamente, fidandosi della forza delle sue divisioni della Guardia per fermare Bianchi e Nugent, attaccando persino due volte gli inseguitori, sul Ronco e sul Savio; ciò non di meno, l'avanguardia austriaca colse di sorpresa la retroguardia napoletana due volte, nella battaglia di Cesenatico e nella battaglia di Pesaro. Affrettando la propria ritirata, Murat raggiunse Ancona nel tardo aprile, dove si ricongiunse alle due divisioni della Guardia.

### Battaglia di Tolentino

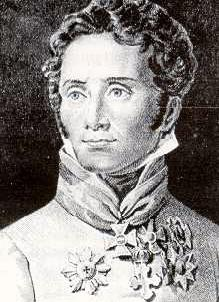
Federico Bianchi, generale austriaco vincitore della decisiva battaglia di Tolentino

Federico Bianchi avanzò su Firenze il 20 aprile, poi occupò Foligno il 26 dello stesso mese, minacciando la via della ritirata di Murat, mentre Neipperg era giunto a Fano (29 aprile); sebbene le due armate austriache fossero vicine, ad appena due giorni di marcia l'una dall'altra, erano ancora separate: Murat decise di attaccare e sconfiggere rapidamente Bianchi, prima che si potesse ricongiungere a Neipperg, per poi affrontare quest'ultimo. Come Napoleone prima della battaglia di Waterloo, Murat inviò a nord un contingente, al comando di Michele Carrascosa, con lo scopo di rallentare Neipperg, mentre con il grosso delle forze marciò a occidente incontro a Bianchi, progettando di affrontarlo in battaglia vicino alla città di Tolentino.
Il 29 aprile, però, Bianchi aveva conquistato Tolentino, facendone evacuare la piccola guarnigione napoletana e fortificandosi sulle colline ad oriente della città: malgrado ciò, a causa dell'approssimarsi dell'esercito di Neipperg, Murat fu obbligato a dare battaglia a Tolentino (2 maggio 1815): dopo due giorni di scontri senza successo, il Re di Napoli fu informato che Neipperg aveva aggirato e sconfitto Carrascosa nella battaglia di Scapezzano e che stava giungendo a Tolentino; Murat, venendo a conoscenza della pericolosa avanzata di Nugent verso gli Abruzzi, dovette allora ordinare la ritirata.
La battaglia, in cui morirono molti ufficiali veterani di Murat, ebbe un effetto decisivo sul morale delle truppe napoletane, che si ritirarono scompaginate. Il 5 maggio una flotta anglo-austriaca bloccò il porto di Ancona, prendendone poi prigioniera l'intera guarnigione; il 12 maggio, Bianchi, dopo essersi riunito con le forze di Neipperg, prese L'Aquila e il suo castello, marciando poi su Popoli. Il giorno seguente, il 13 maggio, Bianchi sconfisse le truppe del generale Andrea Pignatelli di Cerchiara nella battaglia di Castel di Sangro.
Nel frattempo, Nugent era avanzato da Firenze su Roma, entrando nell'Urbe il 30 aprile e rimettendo papa Pio VII sul trono, per poi avanzare verso Ceprano, dove ottenne un'altra vittoria. A metà maggio, Nugent intercettò Murat nei pressi di San Germano (la moderna Cassino): il Re di Napoli decise di affrontare il nemico in battaglia (battaglia di San Germano), ma l'avvicinarsi del grosso delle truppe austriache, al comando di Bianchi, l'obbligò a ritirarsi il 16 maggio; subito dopo, le armate austriache si ricongiunsero nei pressi di Calvi, avanzando su Napoli.
Murat fu costretto a fuggire, prima in Corsica e poi a Cannes, travestito da marinaio su una nave danese, dopo che una flotta britannica aveva bloccato il porto di Napoli e distrutto tutte le cannoniere lì presenti.
Il 20 maggio, i generali napoletani Michele Carrascosa e Pietro Colletta chiesero la pace, firmando il trattato di Casalanza con gli austriaci e ponendo fine alla guerra. Il 23 maggio, l'esercito austriaco entrò a Napoli, rimettendo sul trono Ferdinando IV.
La guarnigione di Gaeta, comandata dal generale Alessandro Begani, però rifiutava di arrendersi, e così, il 28 maggio, gli austriaci posero sotto assedio la città. Nella battaglia l'Austria fu supportata dalle navi della Royal Navy. Dopo una strenua resistenza, l'8 agosto i napoletani dovettero arrendersi. Gaeta fu l'ultima città italiana in assoluto ad arrendersi alla coalizione antifrancese.

## Dopo la guerra

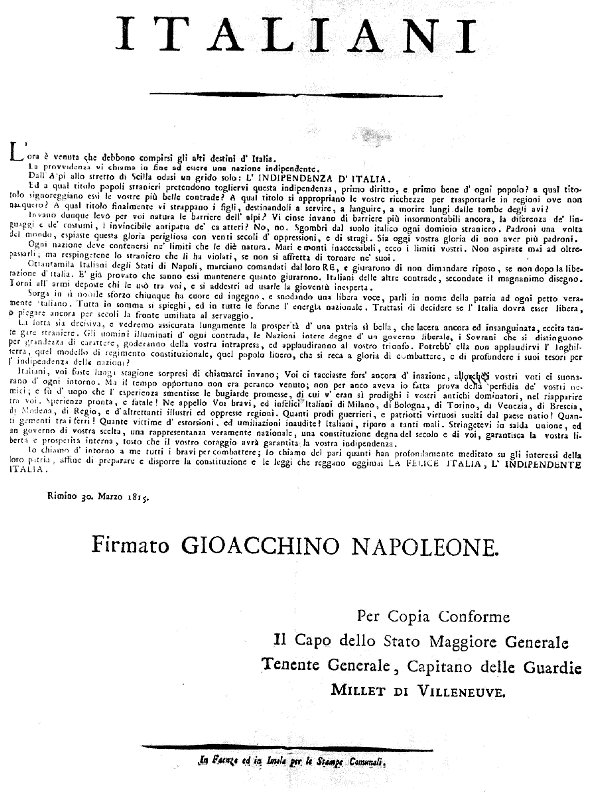
Il Proclama di Rimini

Murat fece un tentativo di riprendere il proprio trono; infatti, tornato dall'esilio, sbarcò con ventotto uomini a Pizzo Calabro l'8 ottobre 1815: a differenza di Napoleone, però, Murat non ricevette un'accoglienza trionfale e fu presto catturato e messo a morte nel castello della città, ponendo così fine alle guerre napoleoniche.
Dopo la fine della guerra, i regni di Napoli e Sicilia furono riuniti a formare il Regno delle Due Sicilie: difatti, sebbene i due regni fossero stati governati dallo stesso sovrano sin dal 1735, la loro unione avvenne solo nel 1816. In tale occasione, il re Ferdinando IV di Napoli e Sicilia assunse il nome di Ferdinando I delle Due Sicilie.
Intanto gli austriaci consolidarono il proprio potere in Italia settentrionale costituendo il Regno Lombardo-Veneto, retto da un viceré austriaco.
Sebbene Murat non fosse riuscito a salvare la propria corona o a sollevare la popolazione italiana, il suo Proclama di Rimini diede inizio ad un dibattito sull'unificazione dell'Italia, della quale la guerra austro-napoletana è considerata il primo episodio: gli stessi austriaci vincitori di Murat erano la forza straniera più potente in Italia, e furono quindi gli avversari delle tre guerre di indipendenza che caratterizzarono il Risorgimento.